# 1254
Cette page concerne l'année 1254  du calendrier julien. Pour l'année 1254 av. J.-C., voir 1254 av. J.-C.
L'année 1254 est une année commune qui commence un jeudi.

## Événements
- Mars : Alphonse III de Portugal convoque, à Leiria, la première réunion des Cortes[2].
- 29 mars[3] : le roi de Bohême Ottokar II accorde sa protection aux Juifs.
- 3 avril : un arbitrage du pape impose la paix d'Ofen (de) (Buda)[4] ; l’héritage des Babenberg est divisé. L’Autriche revient à Ottokar II de Bohême, tandis que la Hongrie reçoit la Styrie.
- 24 avril : les croisés embarquent à Acre vers la France[5]. Un contingent français soldé par le roi de France, dirigé par Geoffroy de Sergines, reste en Syrie de 1254 à 1291[6].
- 21 mai :
  - grand Interrègne entre la mort de Conrad IV[7] et l’élection de Rodolphe Ier de Habsbourg en 1273. L’Allemagne n’est plus qu’un puzzle de principautés autonomes où règne le Faustrecht (droit du poing le plus fort) imposé par les ligues féodales et les seigneurs brigands.
  - début du règne de Conradin, roi de Jérusalem (fin en 1263). En Sicile, il est reconnu comme roi par les barons. La régence est donnée à Berthold de Hohenburg, puis à Manfred, oncle du jeune roi, par la diète de San Germano[8] (août).
- 20 juillet : cinquante villes se réunissent dans la ligue rhénane[9].
- 7 septembre[10] : Louis IX de France entre à Paris après six ans d'absence.
- 13 septembre : le roi Héthoum Ier d'Arménie est reçu par le grand Khan Möngke à Karakorum et conclut une alliance avec lui[11].
- 27 septembre : traité entre le pape Innocent IV et le régent du royaume de Sicile Manfred qui reconnait la suzeraineté du Saint-Siège sur les Pouilles, mais les hostilités reprennent rapidement[12].
- 3 novembre : début du règne de Théodore II Lascaris, Empereur de Nicée (jusqu'en 1258). Il prend la Thrace aux Bulgares et lutte contre les Turcs et le despotat d'Épire.
- 2 décembre : victoire de Manfred à Foggia sur les troupes pontificales[13].
- 12 décembre : début du pontificat d'Alexandre IV (jusqu'en 1261)[14].
- 4 décembre : Ottokar II de Bohême, qui a pris la croix contre les Prussiens idolâtres, réunit soixante mille hommes en Silésie pour envahir la Prusse[15]. Il fonde la forteresse de Königsberg, qui devient la capitale des chevaliers teutoniques après son départ[16].
- Décembre : « Grande ordonnance » pour la réforme du royaume de France (1254-1270)[17]. Louis IX de France codifie le rôle des baillis pour améliorer l'administration. Les baillis se voient attribuer une circonscription bailliagère fixe où il jugent en appel, encaissent les recettes royales, lèvent l’ost et transmettent les ordres du roi. Les sénéchaux installés dans le midi et dans l’ouest du royaume ont des attributions semblables. À Paris, création des chevaliers du guet, police nocturne[18].

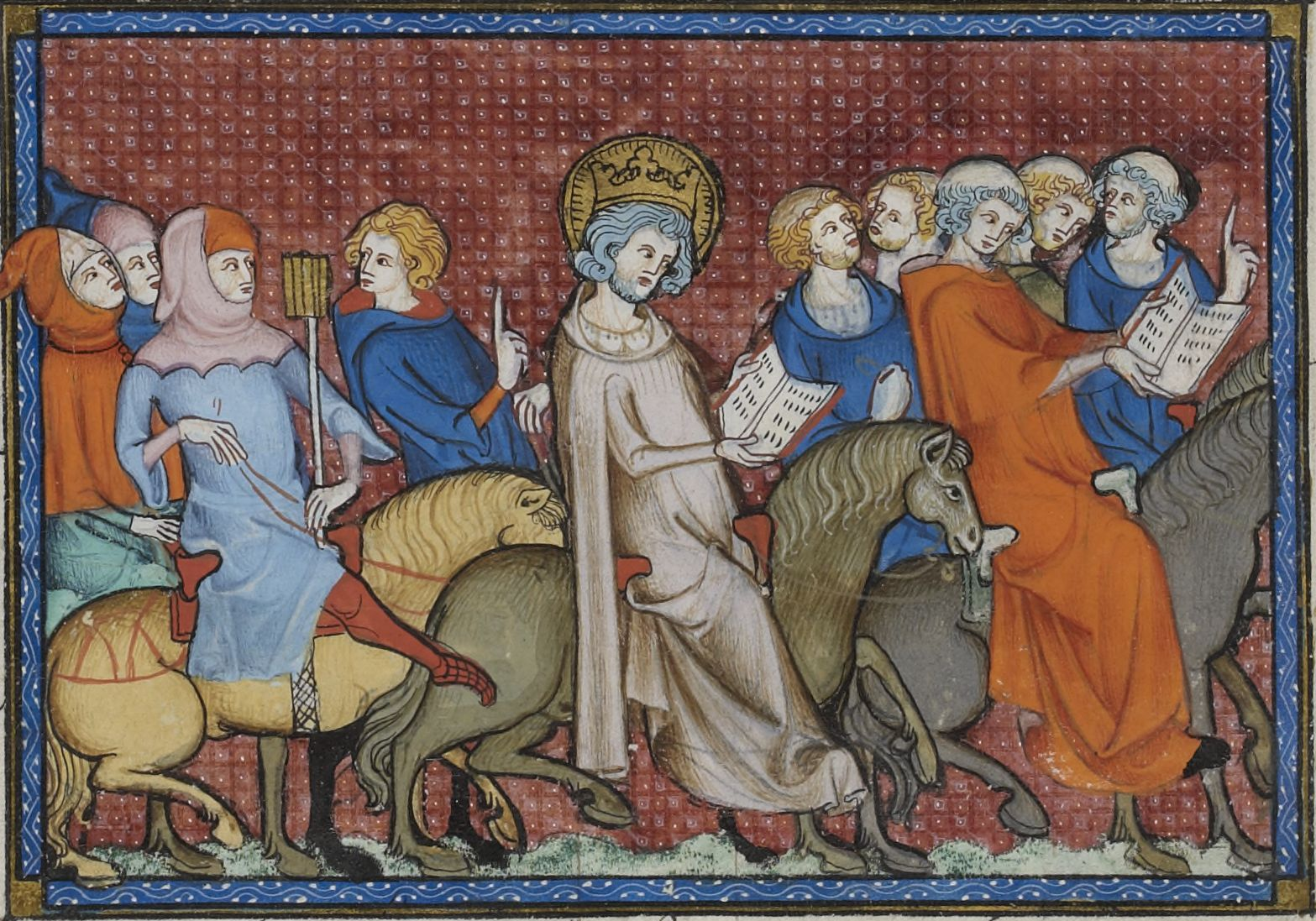
Louis IX de France

- Début de la série des registres d'arrêt ou « Olim » au Parlement de Paris[19]. Saint Louis s’est principalement illustré par la droiture de ses sentences. Les appels des cours seigneuriales au tribunal du roi se sont multipliées. Devant l’abondance des causes, le Conseil du Roi doit spécialiser certains de ses membres dans les affaires judiciaires, amorce du Parlement. Dans les provinces, le roi nomme et révoque les baillis et les sénéchaux qui rendent la justice en son nom et imposent sa volonté dans l’administration. Louis s’efforce de codifier le droit et d’humaniser les mœurs judiciaires. Il donne l'exemple en rendant la justice sous un chêne à Vincennes.
- Utilisée sporadiquement depuis 1190, l'expression « Rex Franciæ » (roi de France) s'impose officiellement et remplace définitivement « Rex Francorum » (roi des Francs)[20].
- Fondation à Paris de l’hospice des Quinze-Vingt[21].
- Gérard de Borgo San Donnino reprend les idées de retour à la pauvreté évangélique de Joachim de Flore dans son Introduction à l’Évangile éternel[22]. Ces idées seront reprise par les mouvements franciscains non conformistes (spirituels, fraticelles).
- Création de l'ordre des Célestins[23].
- Alphonse de Poitiers, frappé de troubles de la vue à son retour de croisade, demande les soins d’un médecin juif aragonais, un Crescas. Celui-ci, craignant d’aller en France, soigne le comte de Toulouse à distance, par messagers interposés[24].